# Welcome to the Dollhouse
 Welcome to the Dollhouse és una pel·lícula nord-americana dirigida per Todd Solondz, estrenada el 1995 i premiada amb el Gran Premi del jurat del Festival de Cinema de Sundance el 1996. Ha estat doblada al català el 2015.

## Argument
Als afores de Nova Jersey, Dawn Wiener és una adolescent de físic no gaire agraït i poc apreciada al seu institut. El seu únic amic és un noi efeminat tan impopular com ella.
Menyspreada per la seva família i rebaixada pels seus professors, Dawn és el blanc de Brandon, el camell del seu institut, que ha projectat de violar-la. Però en lloc de fer-ho, Brandon es comença a obrir a ella i parlar-li del seu germà minusvàlid…

## Repartiment
- Heather Matarazzo: Dawn Wiener
- Victoria Davis: Lolita
- Christina Brucato: Cookie
- Christina Vidal: Cynthia
- Siri Howard: Chrissy
- Brendan Sexton III: Brandon McCarthy
- Telly Pontidis: Jed
- Herbie Duarte: Lance
- Scott Coogan: Troy
- Daria Kalinina: Missy Wiener
- Matthew Faber: Mark Wiener
- Josiah Trager: Kenny
- Ken Leung: Barry
- Dimitri DeFresco: Ralphy
- Rica Martens: Mrs. Grissom
- Eric Mabius: Steve

## Premis
- Festival Internacional de Cinema de Berlín 1996 premi C.I.C.A.E. Forum of New Cinema per Todd Solondz
- Festival de Cinema de Sundance 1996 premi del Gran Jurat per Todd Solondz